# Équipe cycliste Credibom-LA Alumínios-Marcos Car
Pour les articles homonymes, voir Équipe cycliste L.A. Aluminios.
L'équipe cycliste Credibom-LA Alumínios-Marcos Car est une équipe portugaise de cyclisme professionnel sur route. Elle a le statut d'équipe continentale.

## Histoire de l'équipe
L'équipe est fondée en 1995.

## Principales victoires
- Tour de l'Algarve : Hugo Sabido (2005)
- Tour de Chihuahua : Francisco Mancebo (2008)

## Classements UCI
Jusqu'en 1998, les équipes cyclistes sont classées par l'UCI dans une division unique. En 1999 le classement UCI par équipes est divisé entre GSI, GSII et GSIII. Les classements donnés ci-dessous sont ceux de la formation en fin de saison.
| Saison | Classement par équipes | Meilleur coureur au classement individuel |
| ------ | ---------------------- | ----------------------------------------- |
| 1995   | 64e                    | Alfonso Alayón (779e)                     |
| 1996   | 64e                    | Cândido Barbosa (653e)                    |
| 1997   | 64e                    | Juan Carlos Taboas (704e)                 |
| 1998   | 64e                    | Paulo Manuel Silva (1125e)                |
| 1999   | 10e (GSIII)            | José Manuel Barros (789e)                 |
| 2000   | 15e (GSIII)            | Miguel Ángel Suárez (682e)                |
| 2001   | 22e (GSIII)            | José Alves (1042e)                        |
| 2002   | 32e (GSIII)            | Rui Filipe Felgueiras (352e)              |
| 2003   | 27e (GSII)             | Alberto Benito (617e)                     |
| 2004   | 30e (GSIII)            | Alberto Benito (426e)                     |

Depuis 2005, l'équipe participe aux différents circuits continentaux et en particulier l'UCI Europe Tour. Les tableaux ci-dessous présentent les classements de l'équipe sur ces circuits, ainsi que son meilleur coureur au classement individuel.
UCI America Tour
| UCI America Tour | UCI America Tour       | UCI America Tour                          | UCI America Tour |
| Année            | Classement par équipes | Meilleur coureur au classement individuel |                  |
| ---------------- | ---------------------- | ----------------------------------------- | ---------------- |
| 2008             | 26e                    | Francisco Mancebo (74e)                   |                  |
| 2009             | 19e                    | Héctor Aguilar (49e)                      |                  |
| 2017             | 11e                    | Román Villalobos (14e)                    |                  |
|                  |                        |                                           |                  |
| Source : UCI     |                        |                                           |                  |

UCI Europe Tour
| UCI Europe Tour | UCI Europe Tour        | UCI Europe Tour                           | UCI Europe Tour |
| Année           | Classement par équipes | Meilleur coureur au classement individuel |                 |
| --------------- | ---------------------- | ----------------------------------------- | --------------- |
| 2005            | 40e                    | Gerardo Fernández (113e)                  |                 |
| 2006            | 104e                   | Unai Yus (681e)                           |                 |
| 2007            | 100e                   | Alexis Rodríguez Hernández (474e)         |                 |
| 2008            | 54e                    | Francisco Mancebo (80e)                   |                 |
| 2009            | 69e                    | Constantino Zaballa (194e)                |                 |
| 2010            | 72e                    | Hernâni Brôco (316e)                      |                 |
| 2011            | 50e                    | Hernâni Brôco (114e)                      |                 |
| 2012            | 69e                    | Hugo Sabido (91e)                         |                 |
| 2013            | 73e                    | Edgar Pinto (138e)                        |                 |
| 2014            | 70e                    | Edgar Pinto (104e)                        |                 |
| 2015            | 88e                    | Hernâni Brôco (313e)                      |                 |
| 2016            | 74e                    | Hernâni Brôco (866e)                      |                 |
| 2017            | 97e                    | Edgar Pinto (538e)                        |                 |
| 2018            | 143e                   | Nuno Almeida (1864e)                      |                 |
| 2019            | 107e                   | António Barbio (1544e)                    |                 |
| 2020            | 88e                    | Miguel Salgueiro (789e)                   |                 |
| 2021            | 93e                    | Miguel Salgueiro (1134e)                  |                 |
| 2022            | 98e                    | João Medeiros (1025e)                     |                 |
| 2023            | 87e                    | -                                         |                 |
|                 |                        |                                           |                 |
| Source : UCI    |                        |                                           |                 |

UCI Oceania Tour
| UCI Oceania Tour | UCI Oceania Tour       | UCI Oceania Tour                          | UCI Oceania Tour |
| Année            | Classement par équipes | Meilleur coureur au classement individuel |                  |
| ---------------- | ---------------------- | ----------------------------------------- | ---------------- |
| 2009             | 21e                    | Hugo Sabido (61e)                         |                  |
|                  |                        |                                           |                  |
| Source : UCI     |                        |                                           |                  |

Depuis 2016, l'équipe est également classée au Classement mondial UCI qui prend en compte toutes les épreuves UCI et concerne toutes les équipes UCI.
| Classement mondial | Classement mondial     | Classement mondial                        | Classement mondial |
| Année              | Classement par équipes | Meilleur coureur au classement individuel |                    |
| ------------------ | ---------------------- | ----------------------------------------- | ------------------ |
| 2016               | -                      | Hernâni Brôco (1258e)                     |                    |
| 2017               | -                      | Edgar Pinto (845e)                        |                    |
| 2018               | -                      | Nuno Almeida (2791e)                      |                    |
| 2019               | 204e                   | António Barbio (2413e)                    |                    |
| 2020               | 145e                   | Miguel Salgueiro (1015e)                  |                    |
| 2021               | 159e                   | Miguel Salgueiro (1607e)                  |                    |
| 2022               | 181e                   | João Medeiros (1530e)                     |                    |
| 2023               | 167e                   | João Macedo (1446e)                       |                    |
| 2024               | 150e                   | Gonçalo Leaça (957e)                      |                    |
|                    |                        |                                           |                    |
| Source : UCI       |                        |                                           |                    |

## LA Alumínios-Credibom-Marcos Car en 2022
| Cycliste          | Date de naissance | Nationalité | Équipe 2021                          |  |
| ----------------- | ----------------- | ----------- | ------------------------------------ |  |
| Rodrigo Caixas    | 6 novembre 2000   | Portugal    | LA Alumínios-LA Sport                |  |
| Gonçalo Leaça     | 29 octobre 1997   | Portugal    | LA Alumínios-LA Sport                |  |
| João Macedo       | 27 septembre 2001 | Portugal    | LA Alumínios-LA Sport                |  |
| Francisco Marques | 26 janvier 2000   | Portugal    |                                      |  |
| João Medeiros     | 4 août 2000       | Portugal    | LA Alumínios-LA Sport                |  |
| Alexandre Montez  | 6 janvier 2002    | Portugal    | LA Alumínios-LA Sport                |  |
| Diogo Narciso     | 19 novembre 2001  | Portugal    |                                      |  |
| André Ramalho     | 11 mars 1996      | Portugal    | LA Alumínios-LA Sport                |  |
| Raul Ribeiro      | 20 juin 1997      | Portugal    |                                      |  |
| Rúben Simão       | 8 octobre 2000    | Portugal    | Atum General-Tavira-Maria Nova Hotel |  |
| Sandro Teixeira   | 27 novembre 2003  | Portugal    |                                      |  |